# Bracon rudbeckiae
Bracon rudbeckiae är en stekelart som först beskrevs av Muesebeck 1925.  Bracon rudbeckiae ingår i släktet Bracon och familjen bracksteklar. Inga underarter finns listade.